# Bản sắc văn hóa

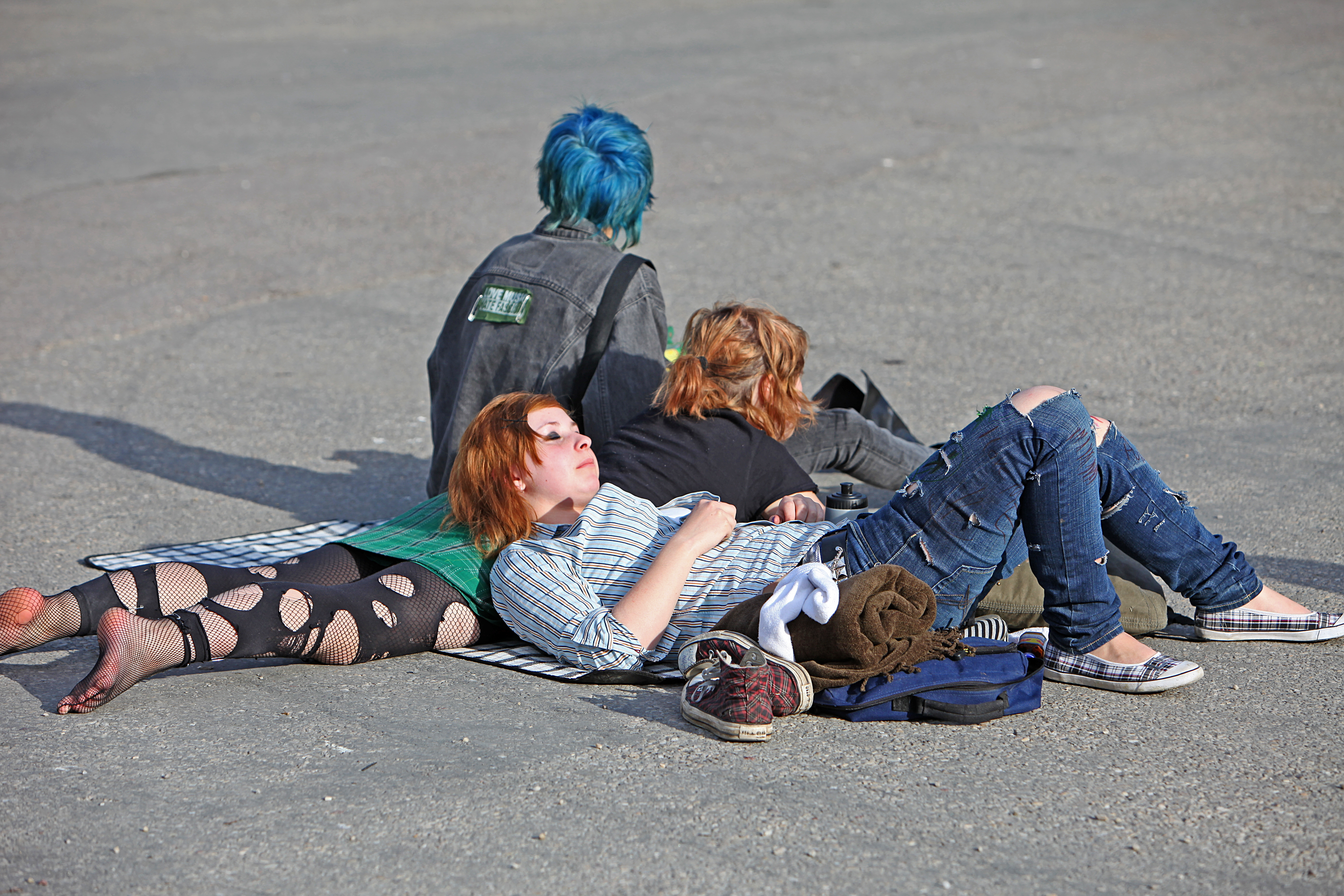
Bản sắc văn hóa có thể biểu hiện qua gu quần áo hay các dấu hiệu thẩm mĩ

Bản sắc văn hóa hay bản thể văn hóa (tiếng Anh: cultural identity) là bản thể hay cảm giác thuộc về một nhóm nào đó. Nó là một phần của khái niệm về bản thân và nhận thức về bản thân của một người, và có liên quan đến quốc tịch, sắc tộc, tôn giáo, giai cấp xã hội, thế hệ, địa phương hay bất cứ loại nhóm xã hội nào có văn hóa riêng biệt. Bản sắc văn hóa đặc trưng cho cả cá nhân và nhóm đồng nhất về văn hóa với các thành viên có chung bản sắc văn hóa.